# Хайльман, Лутц
Лутц Эберхард Хайльман (нем. Lutz Eberhard Heilmann; род. 7 сентября 1966, Циттау) — немецкий политик, член бундестага от левой партии Die Linke в 2005-2009 годах. Является первым и единственным бывшим сотрудником Штази, избранным в бундестаг.

## Биография
После окончания школы в 1985 году, Хайльман был призван на военную службу, которую он проходил в подразделениях, подчинённых министерству государственной безопасности ГДР. Он добровольно продлил срок службы с 18 месяцев до 3 лет, а поле её окончания стал штатным сотрудником подразделения личной охраны (Personenschutz) госбезопасности. Хайльман утверждал, что подал в октябре 1989 заявления об увольнении, однако на самом деле он продолжал работать до января 1990, когда министерство государственной безопасности ГДР было расформировано.
В 1991 году Хайльман поступил на экономический факультет высшей технической школы Циттау. С 1992 по 1997 года он изучал юриспруденцию в берлинском университете, а с 1997 — в университете Киля, где в 2004 году получил диплом.
С 2006 года Хайльман является открытым геем. В 2007 году он основал «Земельное рабочее объединение квир» (Landesarbeitsgemeinschaft queer) — группу геев, лесбиянок и транссексуалов среди членов партии Die Linke в земле Шлезвиг-Гольштейн. Кроме того, он принимал активное участие организации гей-парадов Christopher-Street-Day в различных городах.

## Политическая карьера
В 1986 году Хайльман вступил в Социалистическую единую партию Германии. В 1992 году он вышел из Левой партии (PDS), ставшей наследницей СЕПГ, а 2000 году — снова вступил в неё. С 2000 по 2002 годы он в правление регионального отделения партии в районе Северо-Западный Мекленбург.
В 2005 году Хайльман был избран в Бундестаг. Он был единственным кандидатом, прошедшим по партийным спискам от партии Die Linke в земле Шлезвиг-Гольштейн.
В октябре 2005 года Шпигель опубликовал материалы, доказывавшие работу Хайльмана на Штази. Перед выборами Хайльман скрыл данную информацию от членов партии Die Linke, что противоречило внутрипартийным правилам. На партийном съезде 4 декабря 2005 года было проведено голосование о вынесении ему вотума недоверия. В результате голосования 42 голоса было подано «за» вотум, 47 — «против». С тех пор Хайльман является крайне спорной фигурой в партии Die Linke.

## Судебные процессы против фонда Викимедиа и редакторов Википедии
В 2008 году газета Бильд опубликовала статью, в которой сообщала о расследовании против Хайльмана по делу о угрозах его бывшему спутнику жизни после прекращения их отношений и указывала, что Бундестаг снял с него иммунитет. Хайльман опубликовал опровержение, в котором опровергал как сам факт угроз, так и факт лишения иммунитета. Данная информация со ссылкой на источник была помещена в соответствующую статью немецкой Википедии.
13 ноября 2008 года Хайльман подал в суд на немецкое отделение Викимедиа (Wikimedia Deutschland e.V.), требуя удаления из статьи о нём данной информации, информации о прерывании им учёбы и двух других пунктов. До рассмотрения дела по существу суд установил предварительный запрет на перенаправление с адреса www.wikipedia.de, управляемый Wikimedia Deutschland, на адрес de.wikipedia.org, управляемый зарегистрированным в США фондом Викимедиа, до тех пор, пока данная информация продолжает находиться в статье немецкого раздела Википедии Lutz Heilmann. При этом немецкий раздел Википедии оставался полностью доступным по адресу de.wikipedia.org. Одновременно он возбудил судебные процессы против одного из редакторов Википедии и двух других пользователей сети Интернет.
Заседание суда должно было состояться через 2-4 недели, однако уже 17 ноября 2008 после активной критики в прессе и со стороны своей партии Хайльман отозвал иск. В интервью газете Die Tageszeitung Хайльман сказал, что он подошёл к делу слишком поверхностно и не оценил последствий своих действий..
Иск против Wikimedia Deutschland e.V. вызвал эффект Стрейзанд: информация, которую Хайльман пытался скрыть, была многократно растиражирована в интернете и в СМИ; только за 15-16 ноября статья о нём в немецком разделе Википедии была просмотрена свыше полумиллиона раз, за неделю появились статьи о нём ещё в пятнадцати языковых разделах Википедии. С 16 по 18 ноября Wikimedia Deutschland e.V. получила свыше 42 тысяч евро пожертвований, многие из жертвователей оставляли комментарии, направленные против Хайльмана.